# تازه‌آباد عیسی‌آباد
تازه‌آباد عیسی‌آباد ، روستایی از توابع بخش کلاترزان 35کیلومتریشهرستان سنندج در استان کردستان ایران است.

## جمعیت
این روستا در دهستان کلاترزان قرار دارد و براساس سرشماری مرکز آمار ایران در سال ۱۳۸۵، جمعیت آن ۳۳۴ نفر (۸۲خانوار) بوده‌است.